# Jean Dockx
Jean Baptiste Dockx (ur. 24 maja 1941 w Sint-Katelijne-Waver – zm. 15 stycznia 2002 w Bonheiden) – belgijski piłkarz i trener piłkarski, występujący podczas kariery na pozycji lewego obrońca lub pomocnika.

## Kariera klubowa
Piłkarską karierę Jean Dockx rozpoczął w 1958 w KV Mechelen. W 1966 przeszedł do Racingu White Bruksela. Z Racingiem White dotarł do finału Puchar Belgii w 1969. Ostatnim klubem w karierze Dockxa był RSC Anderlecht, gdzie występował w latach 1971–1978. Z Anderlechtem dwukrotnie zdobył mistrzostwo Belgii w 1972, 1974, czterokrotnie Puchar Belgii w 1972, 1973, 1975, 1976, dwukrotnie Puchar Zdobywców Pucharów 1976 i 1978 oraz Superpuchar Europy w 1978.

## Kariera reprezentacyjna
W reprezentacji Belgii Jean Dockx występował w latach 1967–1975. W 1970 uczestniczył w mistrzostwach świata. Na mundialu w Meksyku wystąpił we wszystkich trzech meczach grupowych z Salwadorem, ZSRR i Meksykiem. W 1972 uczestniczył w mistrzostwach Europy. W turnieju finałowym rozgrywanym w Belgii wystąpił w przegranym półfinale z RFN oraz wygranym 2-1 meczu o trzecie miejsce z Węgrami. Ogółem w reprezentacji Belgii rozegrał 35 spotkań i strzelił 3 bramki.

## Kariera trenerska
Po zakończeniu kariery piłkarskiej Dockx został trenerem. Prowadził KSV Bornem, FC Assent, RWDM Bruksela oraz Royal Antwerp FC. W latach 1984–1998 był asystentem kolejnych trenerów Anderlechtu. W sezonie 1998–1999 samodzielnie prowadził Anderlecht.